# Distributionszentrum

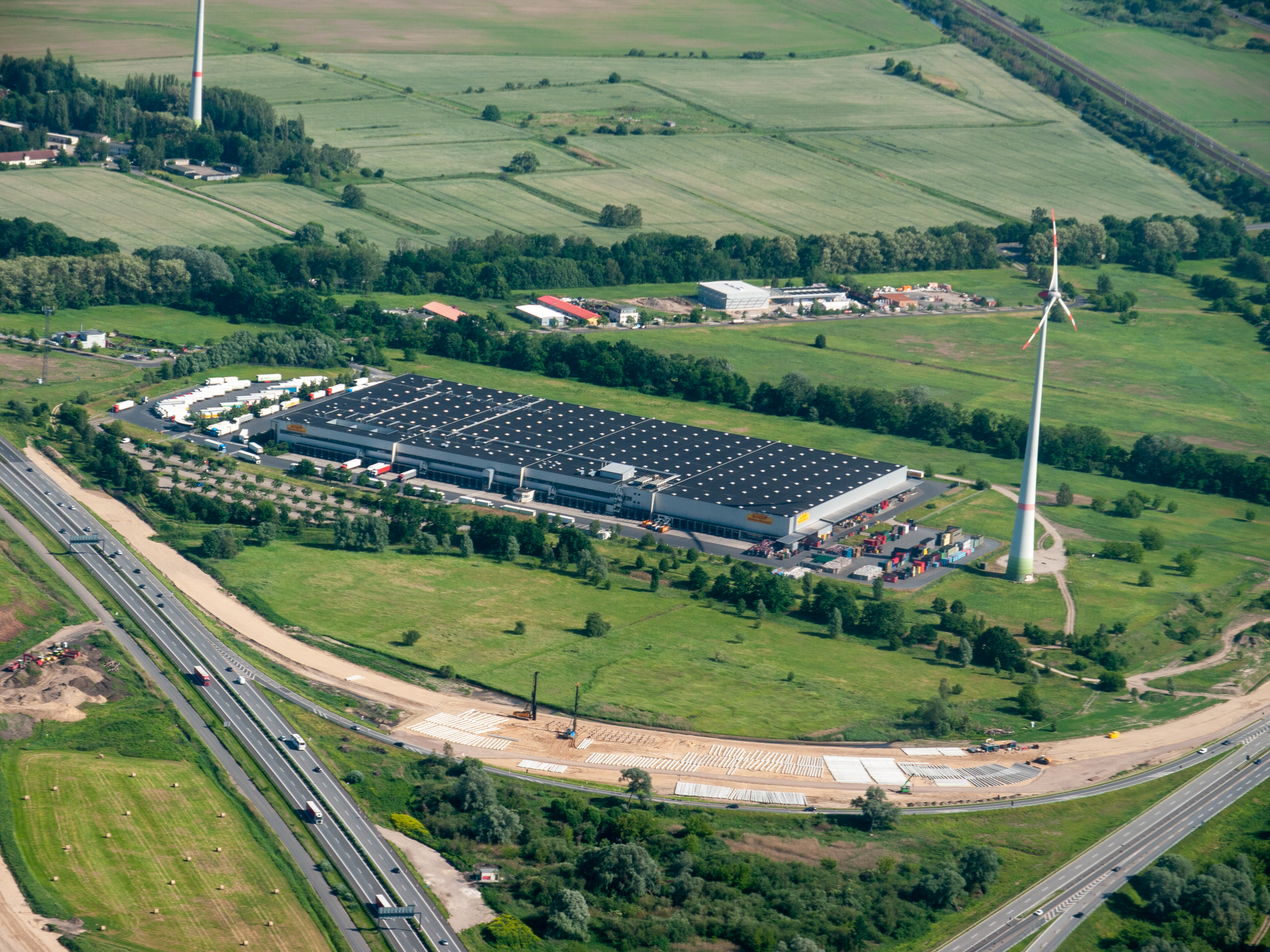
Distributionszentrum einer Discounterkette am Rande Berlins

Ein Distributionszentrum ist für einen effizienten und raschen Materialfluss vom Unternehmen zum Kunden verantwortlich und erlaubt es dem Unternehmen im globalen Umfeld wettbewerbsfähig zu bleiben. Die Funktion der Distributionslogistik liegt somit in der Verbindung der Produktion des Unternehmens mit dessen Kunden und umfasst alle Aktivitäten, die mit der Belieferung der Kunden mit Halb- und Fertigfabrikaten sowie Handelswaren in Zusammenhang stehen. Ein Distributionszentrum stellt eine Möglichkeit dar, den Materialfluss in diesem Sinne zu realisieren. 

## Aufgaben eines Distributionszentrums
- Fristenausgleich
- Mengenausgleich
- Wirtschaftlichkeit
- Gewinnmaximierung
- Qualitätsverbesserung

## Funktionsbereiche eines Distributionszentrums
- Hofmanagement
- Wareneingang
- Lager
- Kommissionierung
- Konsolidierung und Verpackung
- Warenausgang

Durch die zentrale Abwicklung der Aufgaben ermöglicht ein Distributionszentrum nicht nur die Reduzierung des Transportaufkommens, sondern auch Einkaufsvorteile. Dadurch entstehen Vorteile für den Verbraucher wie auch für das Unternehmen. Mögliche Vorteile, die sich durch die Verwendung eines Distributionszentrums für den Verbraucher ergeben, sind zum Beispiel eine erhöhte Belieferungsgeschwindigkeit, geringe Bestandslücken in den Regalen wie auch eine große Auswahl an Waren.
Für das Unternehmen hingegen stehen im Vordergrund Kostenersparnis, effizienteres Warenhandling aufgrund kürzerer Durchlaufzeiten, Verringerung der Lagerbestände, Aufrechterhaltung der Warenverfügbarkeit und schnellere Belieferungszeiten. Obwohl mit einem Distributionszentrum zahlreiche Vorteile verbunden sind, so stehen diesem auch etwaige Nachteile gegenüber.
Nachteile für das Unternehmen sind zum Beispiel Unkenntnis der Anforderungen der Bedarfsträger, aufwendigeres Materialhandling wie auch aufwendigere Eingangskontrollen, Schwerfälligkeit, Bürokratisierung, Verzögerung und die Gefahr des Monopolgehabes des Distributionszentrums. Wohl einer der wesentlichsten Nachteile des Distributionszentrums liegt in seiner eigentlichen Natur – die zentrale Abwicklung von Wareneingang und Warenausgang für eine große Anzahl an Einzelhandelsgeschäften. Durch diese Zentralisierung werden die Einzelhandelsgeschäfte in Abhängigkeit vom Distributionszentrum gestellt. Falls es nun zu einem Ausfall des Distributionszentrum kommt, ist nicht nur ein Geschäft – im Falle, dass dieses über eine eigene Distributionsabteilung verfügt –, sondern alle Geschäfte, die die Waren von diesem Distributionszentrum beziehen, gefährdet. Aktuelles Beispiel für solch einen Fall lässt sich anhand des verheerenden Hurrikans Rita auf die Golfküste der Vereinigten Staaten finden.

## Beispiele aus der Praxis
- Wal Mart Deutschland

Dieses Unternehmen bediente sich zweier Distributionszentren für seine ehemals 89 Supercenter in Deutschland, um das richtige Produkt, zur richtigen Zeit, am richtigen Ort für den Verbraucher verfügbar zu haben. Die Logistikstrategien Wal-Mart Deutschlands lagen zum einen in einem niedrigen Bestandslager, zum anderen im sog. Cross docking. Hierbei wurden die Waren im Distributionszentrum direkt umgeschlagen und auf hausspezifische Paletten kommissioniert. Diese wurden dann sofort an die einzelnen Stores ausgeliefert.
- Intermarché

Dieses Unternehmen betreibt 350 Distributionszentren, die von der Tiefkühlkost bis zur Unterhaltungselektronik alles abwickeln und diese Artikel an über 3.500 Einzelhandelsstandorte in ganz Frankreich liefern. Um effiziente Leistung der Distributionszentren zu gewährleisten, wurde diese mit einem neuen und leistungsfähigen Logistik- und Bestandsverwaltungssystem ausgerüstet.

## Prozess der Distribution
Der Prozess der Distribution wird anhand von Intermarché verdeutlicht und beginnt an der Entladerampe. Dort wird die eingehende Ware gescannt und mit den Bestellungen abgeglichen. Mithilfe der drahtlosen Datenerfassung von Intermec erhält Intermarché beim Verstauen in Lagerhäusern, Kommissionieren für Ladenbestellungen, Beladen der LKWs und Verwalten der Zustellrouten einen kompletten Überblick über die Artikelbewegung in der gesamten Lieferkette. Die drahtlosen Terminals reduzieren den Verwaltungsaufwand und verbessern die Arbeitsbedingungen sowie die Sicherheit der Bediener, denn es wird eines der größten Verletzungsrisiken ausgeschlossen: Das Verheddern in Kabeln. In Kombination mit der INFOLOG-Software setzen die Geräte Lagerfehlern an allen Warenumschlagspunkten ein Ende.

## Zusammenfassung
Im Rahmen der Globalisierung erlangt ein Distributionszentrum immer mehr an Bedeutung. Ein Zentrum in jedem Land zu besitzen ist aus heutiger Sicht eine überholte Strategie. Vielmehr müssen an verkehrstechnisch günstigen Orten große Zentren errichtet werden, die mehrere Länder versorgen können. So wird über Schweden Nordeuropa, über Belgien der Norden Kontinentaleuropas und über Südfrankreich Südeuropa erschlossen. Zunehmende Bedeutung gewinnt auch das Saarland als Sitz für Distributionszentren, da es aufgrund seiner zentralen Lage fähig ist, gesamt Europa schnell und günstig zu beliefern. In Asien wird häufig Singapur als Standort für die Versorgung ganz Südostasiens gewählt. Mit Hilfe eines Distributionszentrums lassen sich also so wirtschaftliche Vorteile erlangen, die es dem Unternehmen in der heutigen Zeit erlauben wettbewerbsfähig zu bleiben.